# 法语文学
法语文学（法語：Littérature française）是指用法语写成的文学，包括法国人和非法国人用法语写成的文学。法國文學（法語：Littérature francophone）是指在法国产生的文学，包括法语和非法语的创作。在一般意义上，这两个词有很大的重合度。

## 概述
现代法国人的起源，主要由本土高卢人（凯尔特人的一个分支），临近的日耳曼人和征服者罗马帝国的罗曼人构成，其中罗曼人所占比重最大。法语本身在某种程度上也可以看作是拉丁语的一种现代形式。古罗马人对秩序和理性的热爱、对极端状况的竭力避免等特征，高卢人用轻松愉悦态度看待事物的“高卢精神”，对法国的文化心理和文学风格都有所影响。
法兰西民族于中世纪开始形成。法国文化在在18，19世纪达到高峰，一度是欧洲文化的中心。法国文学也在欧洲和世界文学史上有着举足轻重的地位。

## 中世纪：詩歌的海洋
法蘭西民族崛起於中世紀，法國文學也是從中世紀開始發端，最早的文學記載是西元842年的《史特拉斯堡誓詞》和十世紀的《聖女歐拉利之歌》，但這兩份文獻因為語言艱深與未成格局，文學趣味較不濃厚。中世紀時的法蘭西還不是個鞏固的統一國家，頻繁的爭戰鼓勵尚武精神的發揚。连绵戰火中的人民渴望宗教和英雄故事的慰藉。从11世纪起，有些流浪樂人收集英雄事蹟及宗教故事，集結並編纂成英雄史詩（武功歌，Chanson de Geste），法國文學便開始慢慢興盛起來。法国中世纪的英雄史詩创作有记录的約100部，平均每部400行。虽然詩行數量雖比不上荷馬的《伊利亞特》＆《奧德賽》，不過總體數量遠遠超過希臘史詩。
大部分英雄史詩按照內容可分归属于三大系列：查理大帝系、吉約姆·德·奧朗日系、敦·德·梅央斯系。关于英雄史诗的创作者，历史上一說为「傳統派」，即兵營即興創作，一說为「個人派」，认为在第一次十字軍東征时，詩人在僧侶的幫助下根據《聖徒傳》改編寫成史詩）。現代则普遍认为「天才的改編者」，民間創作基礎和加工整理。《羅蘭之歌》（La Chanson de Roland，約1100年），是众多英雄史诗中最为出名的代表作，也是最古老的一部英雄史詩。《羅蘭之歌》塑造了忠勇可亲的英雄罗兰，可敬可畏的君主查理所歌頌，表达的也正是英雄史詩的传统價值观，要求統一法蘭西，建立鞏固的封建帝國。

欧洲的騎士制度在11世紀開始形成。相应的骑士文学也在11世纪下半叶兴起。騎士是武裝起來的封建領主。这些新兴贵族的世俗世界觀與宗教世界觀存在着对立。騎士之愛是第一個出現在歷史上的性愛形式，它展現對塵式生活的嚮往和對人情感慾望的熱烈追求，與宗教主張的禁慾主義和出世思想是不相容的。教會對騎士文學感到恐懼與仇視。
骑士文学一般以抒情詩和故事詩兩種两种形式出现。抒情诗多歌頌騎士之愛，運用寓意手法，舉有輕快歡心的節奏，包括「紡織歌」（Chanson de toile）、「破曉歌」、「牧歌」、「伴舞歌」等。沙爾·德·奧爾良以情感真摯著稱，号称中世紀最後一個抒情詩人。
故事詩于12世紀下半葉在北方興起，内容通常並非強調高超的武功或冒險精神，而是透過冒險經歷顯露出的對愛情的執著追求。这些诗篇，按内容可分為古代系、不列顛系、拜占庭系。《特里斯丹和伊瑟》是騎士故事中的動人詩篇，是一部愛情悲劇。克雷蒂安·德·特魯瓦是最富盛名的騎士故事詩作者：《朗思羅或大車騎士》、《伊萬或獅子騎士》、《佩斯瓦爾或聖杯故事》，以情節曲折、愛情纏綿悱惻著稱，表达騎士為愛出生入死的冒險精神。

12世紀中葉，随着城市的出现，种类繁多的市民文學开始涌现，有小故事詩、列那狐故事詩、玫瑰傳奇、市民戲劇、市民抒情詩。市民文学的最大特色是富於寫實精神能對現實加以嘲諷抨擊，是英雄史詩與騎士文學所缺乏的。小故事詩、《列那狐傳奇》富于幽默感和樂觀情緒，被譽為高盧精神。市民文學開始頗析個人經歷、書寫個人情懷，較接近現代文學。作為資產階級文學的前身，展示着廣闊的發展前景。
- 小故事詩近似笑話，流行於1170-1340年間。常以教士為嘲諷對象，暴露教室的貪婪、狡猾、勾引婦女等惡行，刻畫農民美德和反抗，如《農民醫生》，反映農村中階級對抗，如《貢斯當·杜阿梅爾》。

- 列那狐故事詩流行於12世紀下半葉到14世紀初年間，作者不止一人。最终整理成《列那狐傳奇》，主人列那狐，描繪各種飛禽野獸，固有「禽獸史詩」之稱。列那狐故事诗的藝術魅力來自於動物擬人化（獅子取名高貴的），兇猛大動物象征貴族統治階級，弱小動物代表下層階級。这多少含有對英雄史詩和騎士詩歌的滑稽模仿，但內容大不相同。列那狐故事诗的成功使列那成為「狐狸」的代名詞。歌德改寫《列那狐》使之流傳更廣。

- 玫瑰傳奇分兩部分，第一部分是長夢，第二部分插入長篇議論，攻擊貴族門地觀念。藝術特點表现为大量用隱喻。將人的思想感情與自然界事物擬人化。隱喻手法的出現和當時研究神學和哲學方法有密切相關。12、13世紀修辭學傳入法國也影響這一時期的英雄史詩、騎士故事詩、列那狐故事使用大量隱喻。

- 市民戲劇：出現於13世紀中葉到15世紀中葉，在百年戰爭之後獲得繁榮，包括傻子劇、戲劇獨白、道德劇、鬧劇。民間鬧劇在其中尤為出色）。鬧劇《巴特蘭律師的滑稽劇》可算做法國第一部喜劇。故事結局讓處於社會低層的牧童成為勝利者，反映較民主的傾象，具有序幕、發展、高潮、結局的完整戲劇結構。

- 市民抒情詩出現於13世紀。著名的诗人有以自身貧窮為題材的呂特博夫和号称中世紀最後一個大詩人的維庸。维庸承前启后，也被看作是第一个现代诗人。他的抒情詩《小遺言集》、《大遺言集》、《絞死者謠曲》、《往日貴婦的謠曲》等，達了中世紀後期人們精神的危機感，又透露文藝復興的曙光。

## 16世纪：文艺复兴的影响
法国文艺复兴起始于弗朗索瓦一世（1515年－1547年）统治时期。封建主义的崩溃、印刷技术的传入以及对古希腊、古罗马文化遗产的重新发掘是催生法国文艺复兴的最重要的因素。尽管其时如火如荼的欧洲宗教改革也在这个世纪影响了法国，但直到16世纪末，法国人仍是虔诚的天主教信徒。在文学领域，文艺复兴的影响主要体现在古典主义的创作倾向。一个名为“七星诗社”的作家团体在1550年出版了一部宣言，界定了学院派文学的创作规条，抒情诗人比埃尔·德·龙沙（1524年－1585年）是七星诗社的领袖。诗体悲剧正式出现，这种题材重视情节、时间和地点的结合，在法国兴旺了三百年。
然而十六世纪法国最伟大的作家却是使用散文文体写作。弗朗索瓦·拉伯雷（1490年－1553年）及其最著名的作品《巨人传》便用当时看来形式仍很暧昧的类小说的风格写就。《巨人传》风格奇异，极尽夸张，语言也非常粗糙，有时甚至粗俗，但却在插科打诨之中对社会进行无情讽刺。16世纪法国另一位作家蒙田（1533年－1592年）则和拉伯雷风格截然不同。他文风成熟沉静，是近代第一位伟大的散文家。他的作品旨在反应自己真实的人生经历，并不追求语言的华丽。

## 17世纪：法国古典主义对欧洲的统治

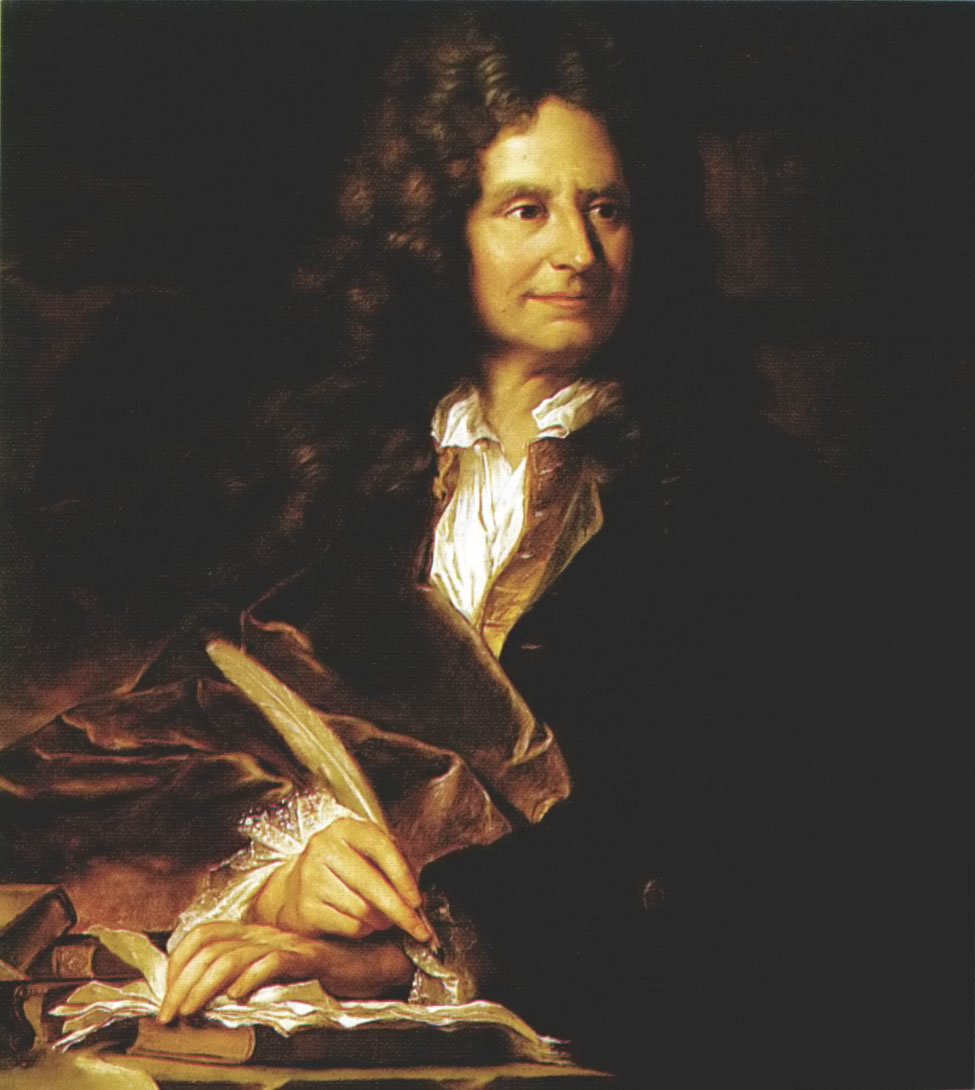
尼古拉·布瓦洛-德普雷奥

进入十七世纪，法国徹底成为君主集权制国家，法国古典主义也于此时产生。:691635年成立的著名的法兰西学院导致了法国文化的中央集权。文艺理论家尼古拉·布瓦洛-德普雷奥（1636年－1711年）出版《诗的艺术》，确立了古典主义文学的创作规则，成为當時绝对的权威，不容任何挑战。
法国古典主义认为文学创作应该以古希腊、罗马时期的经典著作为典范，诗歌则应该遵循自然和理性的原则。一切韵文体的创作都要遵循严格的规则，悲剧创作尤其如此。然而就是在这些条条框框的限制下，法语文学出现了历史上的第一个高峰，这便是古典主义时期，也称为“路易十四时期”，因为它基本和“太阳王”路易十四（1643年－1715年）漫长的统治时期相契合。这一时期，无论是在政治上还是在文化上，法国是欧洲勿庸置疑的霸主。在古典主义时代，政治、宗教和文学的发展都要遵循权威的教条。然而古典主义的相关理念，诸如秩序、均衡、典雅等，至今仍体现着法国人对文学品味的追求。比埃尔·高乃依（1606年－1684年）和让·拉辛（1639年－1699年）依照古典主义原则创作了许多诗体悲剧。高乃依的作品多半描述和个人荣誉相关主题，而拉辛则经常描写悲壮的爱情。神学家和演说家雅克-贝尼涅·波舒哀试图将古典主义原则具体化，而其成就却不如另外一位宗教作家。布莱士·帕斯卡（1623年－1662年）不仅是个伟大的思想家，也是当时法国最伟大的散文作家。在风格严肃的古典主义时代里风格最特异的则是莫里哀（1622年－1673年）和拉·封丹（1621年－1695年）。前者创作诙谐明快的现代喜剧，而后者创作的语言故事则成为如今法国儿童的必读书。弗朗索瓦·德·拉罗什富科则是撰写散文格言的大师。“散文格言”这种文体在法语文学中硕果丰富。
古典主义文学本质上是贵族阶层的文学，体现皇室的审美趣味，成就也局限在为数不多的几个领域中。随着市民所受教育水准的不断提高以及社会关注度的不断拓展，古典主义的僵死教条逐渐成为文学发展的桎梏。然而，能否理解古典主义精神和鉴赏其名著至今仍被法国人认为是判断一个人是否有文化的标志。

## 18世纪：理性的年代
十八世纪法国文学的风格和十七世纪迥然不同，其变革尤以1715年路易十四之死和1789年法国大革命的爆发之间这一时期最为迅猛。这是一个宣扬理性的年代，也是一个多种观念滋生的年代，其中有些观念甚至对现存制度和国家具有毁灭性，其基本倾向是批判的、怀疑的和革新的。自由、宽容、博爱、平等和革命等思想被越来越多的人接受和支持。
这林林总总的观念中，有些来自英国的知识阶层。这个世纪最具特色的文学作品无一不是对理念的宣传，以及对传统、教条和权威的挑战。此时的法国出现了大批被人称为“哲学党”的作家，主要包括孟德斯鸠、伏尔泰和狄德罗。孟德斯鸠（1689年－1755年）讽刺社会风俗的方方面面，颂扬英国的宪法。伏尔泰（1694年－1778年）攻击固执的迷信，同情支持宗教迫害和政治压迫的受害者。在他身上，理性主义的原则得到最深刻的体现。但伏尔泰的大多数作品都过于依附于所处时代，不具备永恒的文学魅力，只有他的书信和一些故事创作至今仍被阅读。德尼·狄德罗（1713年－1784年）是著名的“百科全书”的主编。“百科全书”在为人们提供大量信息的同时，还旨在攻击无知偏狭、破除愚昧迷信。从纯文学的角度看，这一时期的创作仍然属于古典主义的范畴。举例来说，伏尔泰的诗体悲剧，便在很大程度上以高乃依和拉辛的创作为榜样。狄德罗是一个更大程度上的革新者，他的戏剧创作，以及对戏剧理论的建树，包括提出“正剧”的概念等，都适应了日益增长的中产阶级的需求。
18世纪上半期的皮埃尔·德马里沃（1688年－1763年）和18世纪下半期的比埃尔·博马舍（1732年－1799年）继承了古典主义喜剧创作的传统。此外仍有一些作家从事着和理念宣传无关的纯文学创作，出现了一些小说，包括阿兰·勒内·勒萨日（1668年－1747年）的《吉尔·布拉斯》和拉比·普莱伏（1697年－1743年）的《曼侬·雷斯考》。
18世纪法国最重要的作家是生于瑞士的让-雅克·卢梭（1712年－1778年）。他的作品宣扬人类天然的美德和本能的合理性，攻击社会文明的腐朽。他渴望生存在一个崇尚知识的世界，他本人是个教育的革新者、革命思想的启蒙者。在文学上，他则被认为是浪漫主义的先驱。在整个十八世纪，卢梭的影响力超过其他任何一位文学家。

## 19世纪

### 浪漫主义文学：对古典主义的反撥

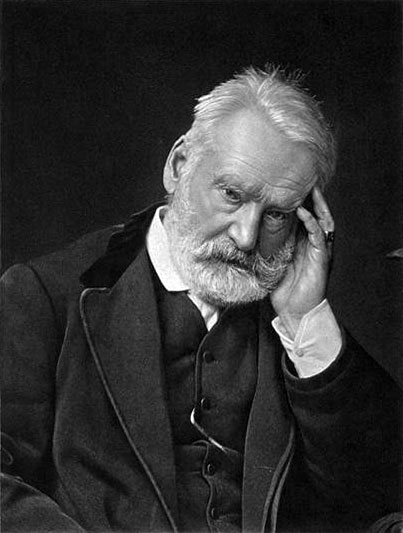
维克多·雨果

从1789年法国大革命的爆发，直到1815年拿破仑政权的最终颠覆，这是法国政治历史上最为风云变幻的年代。随着法國大革命的發生、拿破崙的崛起與垮台、到為期僅三天的七月革命，貴族過著流亡生涯，他們緬懷往昔的繁華生活，哀傷自己不幸的身世和命運，平民與一般資產階級也已厭倦變化不定的政局和頻繁戰爭，渴望恢復平靜，過上安逸的生活，這時的社會上瀰漫著一種迷惘的情緒、憂鬱的精神狀態和懷古的情調，出現「浪漫主義派別」為大宗的作品。而從各類時期的作品中，也可以從中觀察到該時代背景的影子，例如蒙田的《隨筆集》，提供16世紀生活、社會各階級、精神與宗教問題、內戰等直接資料，可以稱得上16世紀的一部百科全書。
浪漫主义运动是对法国古典主义的直接反拨。在某种程度上，浪漫主义强调人的感情，而非理性；强调个人，而非社会；这并不完全符合法国人的国民特性。法国浪漫主义的滥觞出现於弗朗索瓦-勒内·德·夏多布里昂（1768年－1848年）的故事创作以及史达尔夫人对德国浪漫主义元素的介绍，在阿尔封斯·德·拉马丁（1790年－1869年）风格伤感的诗歌中也有所体现。
浪漫主义对诗体悲剧的捍卫揭开了这场运动的真正帷幕。维克多·雨果的《欧那尼》於1830年上映象征着浪漫主义戏剧的最终胜利。布瓦洛所制定的“三一律”被正式废除，诗体悲剧的韵律限制也得到了解放。雨果（1802年－1885年）是浪漫主义运动中最杰出的天才和当之无愧的精神领袖。他一生著述丰富，在诗歌、戏剧、小说等领域均有很高建树，其抒情诗创作的地位被认为至高无上。

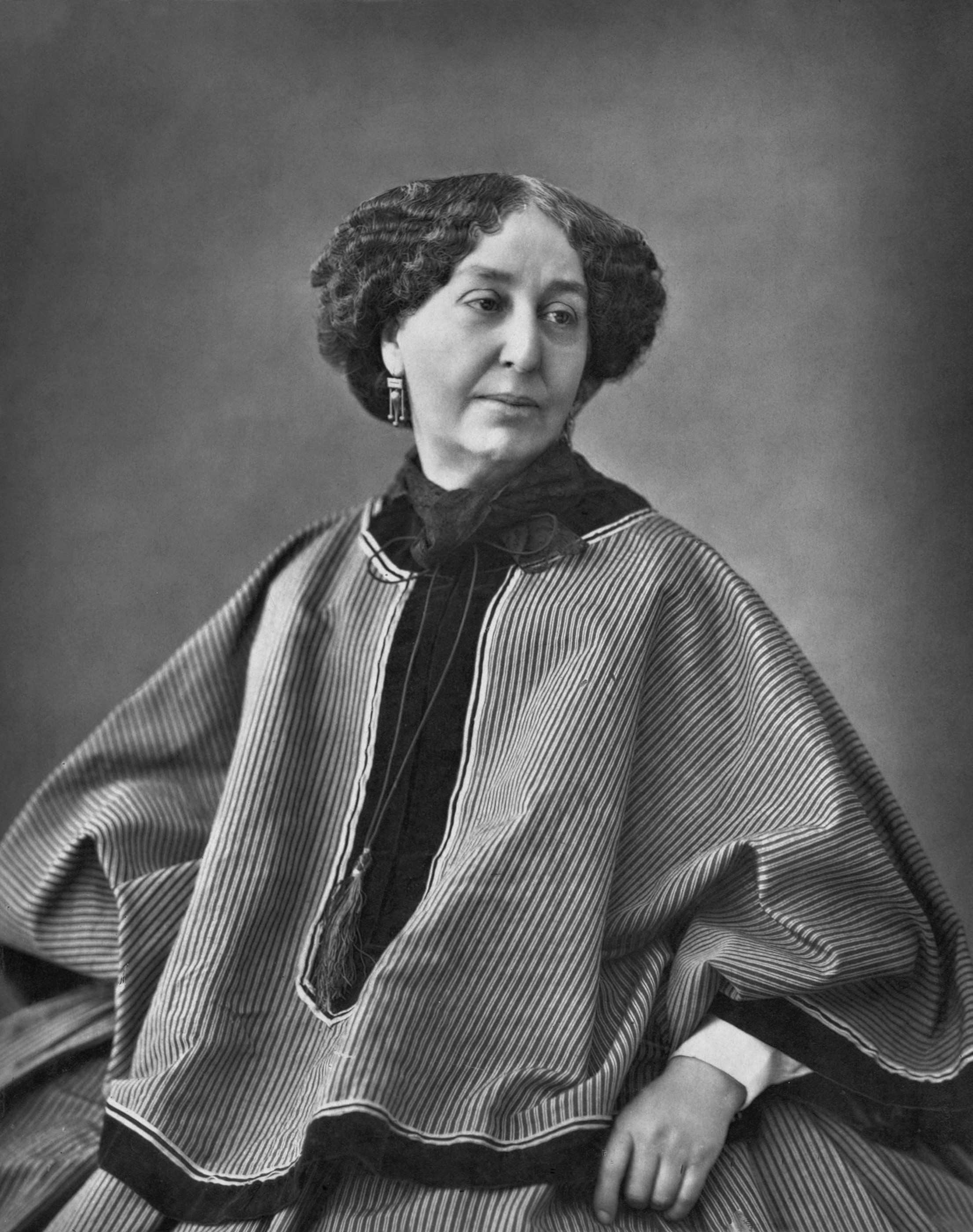
乔治·桑

这一运动的其他作家包括风格悲观的阿尔弗莱·德·维尼（1799年－1863年）、风格唯美的诗人特奥菲尔·戈蒂埃（1811年－1872年），以及善于刻画忧郁的浪漫情调的阿尔弗莱·德·缪塞（1810年－1857年）。这三个诗人同时也从事小说的创作，而晚期的缪塞则在戏剧创作领域取得了巨大成功。
小说家大仲马（1802年－1870年）依靠代表作《三劍客》赢得了全世界范围内的声誉。
普罗斯佩·梅里美（1803年－1870年）是短篇小说大师。法国最著名的女作家乔治·桑（1804年－1876年）则最擅长描写乡村生活。夏尔·奥古斯丁·圣勃夫（1804年－1869年）是这个时代法国最伟大的文学评论家，他以毕生致力于浪漫主义理念的传播，并力图客观的诠释作品而非去评述。
到19世纪中期，浪漫主义运动发展到极致。浪漫主义主张将人的个性从规范和教条中解放出来，为作家提供了源源不断的灵感。它使文学的一切分支得到又一次复苏，诗歌创作无疑从中获益最多。在这一运动中，外国作家对法国文学的发展产生了不小的影响，尤其是莎士比亚、斯各特以及拜伦的创作。

### 现实主义文学：科学发展和工业化

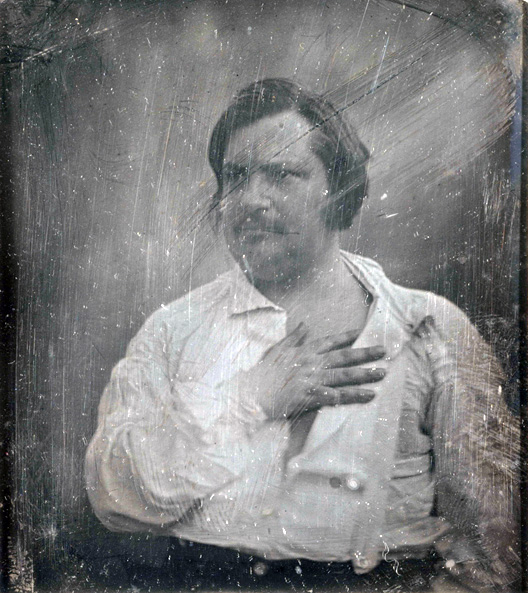
巴尔扎克

现实主义承接浪漫主义而出现，秉承真实描绘现实生活的原则。现实主义的诞生在某种程度上是对浪漫主义矫枉过正的一种调和，但究其实质，却是科学技术不断发展和工业化进程不断加剧的产物。
现实主义出现以后，真实的描绘现实生活成了文学创作的主流。司汤达（1783年－1842年）是法国现实主义的真正先驱，小说《红与黑》至今仍有广泛的读者。巴尔扎克（1799年－1850年）的小说创作是法国现实主义文学最杰出的代表。他的《人间喜剧》是一部丰伟的文学大厦，不亚于一部关于19世纪法国社会风俗的编年史。除小说以外，小仲马和奥杰尔的戏剧创作也遵循着现实主义原则。福楼拜也是现实主义文学的代表之一。
这种追求真实、科学的现实主义原则甚至也被运用到诗歌创作中，著名的“高蹈派”诗人团体就是其中杰出的代表，其中又尤以勒贡特·德·列尔（1818年－1894年）成就最高。
现实主义者们主张排除一切幻觉，观察最真实的生活，并多半注重描绘社会的阴暗面。这一趋势在夏尔·波德莱尔（1821年－1867年）病态的诗歌中发挥到了极致。这使得波德莱尔和他同时代的人显得格格不入，却也注定了他将成为一个新的流派（象征主义）的先驱。

### 自然主义文学：现实主义的极致
现实主义深入发展下去，其科学、客观的原则得到不断强化，现实主义逐渐演变成自然主义。这一流派忽视人的社会属性，将人类看作自然界的一个简单的组成部分，依博立特·泰纳（1828年－1893年）为自然主义的发展提供了哲学上的依据，他深信人类性格和命运的形成取决于遗传因素、周遭环境以及所处之年代。自然主义文学的代表居依·德·莫泊桑（1850年－1897年）的短篇小说创作，以及埃米尔·左拉（1840年－1902年）的小说。另一方面，阿尔封斯·都德（1840年－1897年）发展了一种风格比较温和的现实主义风格。这一时期北欧和俄国文学的繁荣对法国自然主义的发展起到了促进作用。

### 象征主义文学：对情绪和感情的强调
自然主义虽然风靡一时，但由于其过于悲观的情调和极端冷峻的风格，始终未能如现实主义或浪漫主义一样形成一种世界范围内的大观。19世纪下半期，一场对自然主义的大规模反拨在法国文学界出现了。这场被后人称作象征主义运动的文学浪潮主要出现在诗歌领域。在某种程度上，象征主义文学可以看作是浪漫主义精神的一次特殊的复兴。象征主义主张用暧昧、隐讳的暗示来替代精确的陈述，以言语和格律的巧妙搭配来唤醒人们灵魂深处的情感。斯蒂芬·马拉美（1842年－1898年）和保罗·魏尔伦（1844年－1896年）是象征主义诗人中最有天赋也是名气最响的两位。这一运动在散文体的文学样式中也有发展，代表人物是用法语写作的比利时人莫里斯·梅特林克（1862年－1949年）。象征主义诗歌在诗歌的格律上做了一些非常可贵的试验，并最终使得法语诗歌彻底摆脱了传统形式的束缚。

## 20世纪

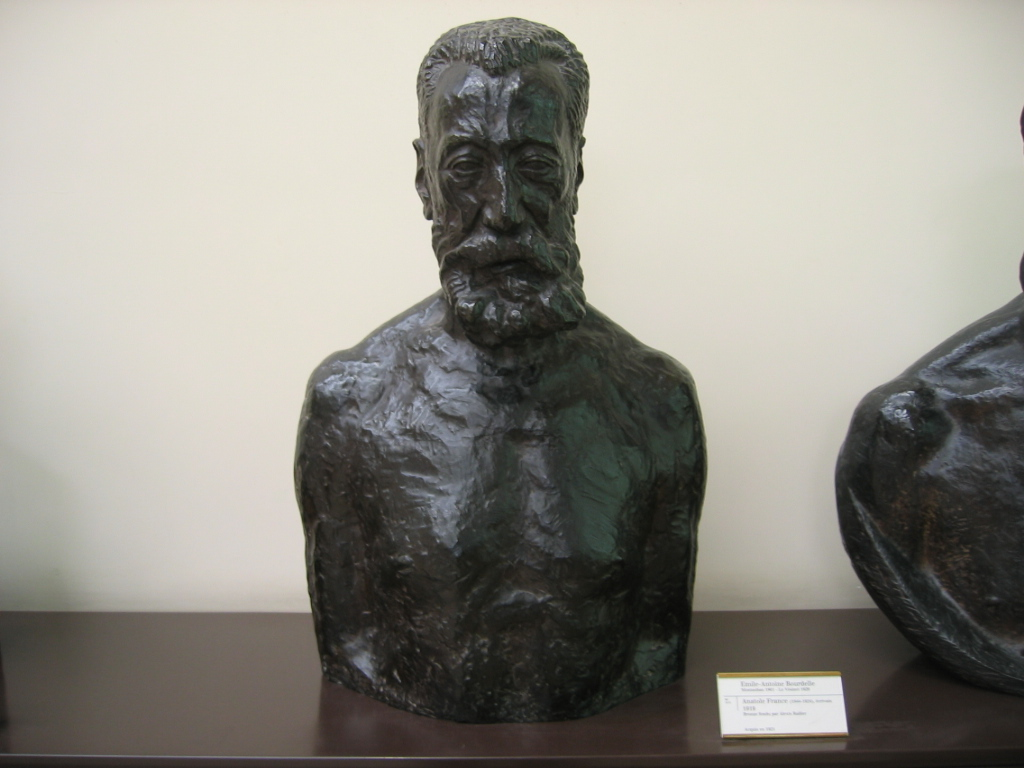
阿納托爾·法郎士

随着埃德蒙·罗斯坦（1868年－1918年）的诗体戏剧取得巨大成功，尤其是1897年《大鼻子情圣》所产生的轰动效应，人们甚至误以为另外一场浪漫主义运动到来了。然而事实让人们大失所望。世纪之交的法语文学出现了折衷主义的倾向。各种思潮并行，却没有任何一种流派能够独领风骚。阿纳托尔·法郎士（1844年－1924年）在很长时间内占据文坛首席的位置，他将文学看作思考人类自身问题的工具。这一时期最杰出的思想家是勒南（1823年－1892年），他对法国知识阶层的影响非常之大。勒南和法郎士都深信绝对真理是人们永远无法真正触摸到的，而人们只能多方面的思考问题，以求尽力接近绝对真理。于是，怀疑主义思潮在年轻人中盛行起来。第一次世界大戰前夕，法国出现了一场抵制“浅涉文艺”现象的运动。所谓“浅涉文艺”即指对各门知识浅显涉猎，却不求甚解的行为。此时的文学已经和宗教、伦理以及政治等种种学科的思想分不开了。

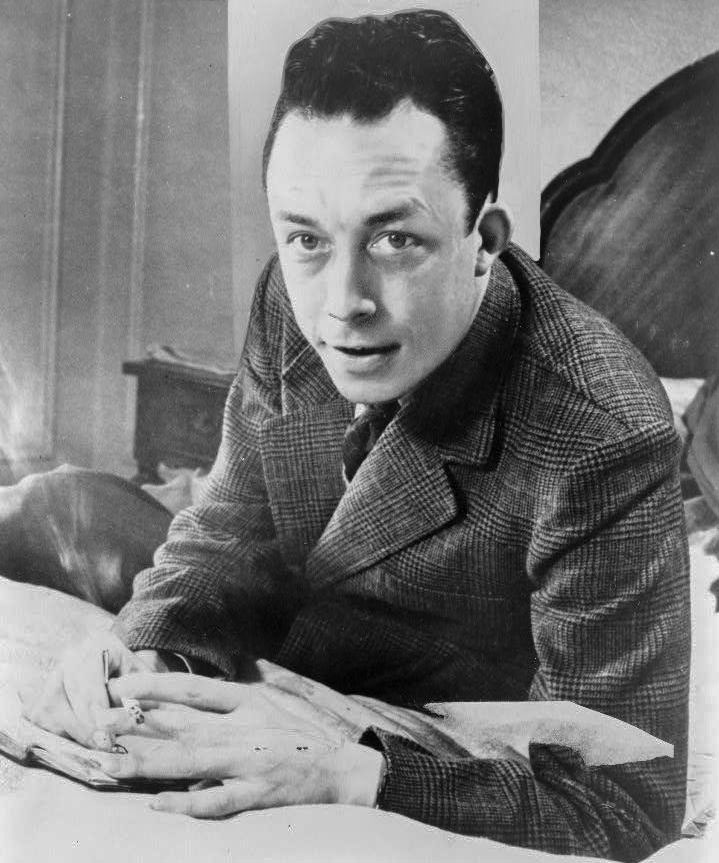
阿爾貝·卡繆

1920年代，法国出现超现实主义运动，:41:45保尔·艾吕雅在这一领域做出了很多可贵的尝试。
1940年代存在主义文学的代表人物保罗·萨特和阿尔贝·加缪也许是20世纪最负盛名的法语作家。西蒙娜·德·波伏娃则是女权主义文学的先驱之一。
1950年代，法国成为新小说运动的策源地。当代法语文学产生了一大批成就斐然的大师，却鲜有哪个人能够独领风骚。法语文学在小说、戏剧、诗歌以及文学评论等各个领域都有所发展。姑且不论现代法语文学的成就及其发展趋向，至少到目前为止，法语文学的发展仍然是充满活力、永不疲倦的。

## 法国的其他语言文学
法语并不是法国境内唯一的文学语言。中世纪时期法国境内形成一些方言在其后的几个世纪里都发展了自身独特的文学传统，比如盎格鲁-诺曼语文学和普罗旺斯语文学。这些方言写成的文学一直独立发展到了18世纪，却终于在日益强大的法语文学中逐渐黯淡下来，几近消失。19世纪曾经出现过一场声势浩大的方言文学复兴运动，涌现出诸如菲利布里奇等用普罗旺斯语写作的杰出作家。这场运动对法语文学产生了深刻的影响，也间接促成了诺曼语文学的一场短期的繁荣。用普罗旺斯方言写作的诗人弗雷德里克·米斯特拉尔（1830年－1914年）於1904年获得了诺贝尔文学奖。
1920年代以后，布列塔尼语文学出现了欣欣向荣的景象，尽管讲这种语言的人口越来越少。1925年，罗帕尔兹·厄蒙创立了一本名为“Gwalam”的期刊，领导了为期19年的布列塔尼语复兴运动，旨在提升布列塔尼语在法国和国际上的地位。布列塔尼语作家们积极创作各种类型的文学作品，并将很多著名的外国文学作品翻译成布列塔尼方言。这场运动第一次使得布列塔尼语这种濒危的小语种得到世界范围内的声誉。
此外，一战前后的法国境内，瓦龙语、加泰罗尼亚语等方言的文学也得到了一定程度的发展。